# Mantiel
Mantiel es un municipio y localidad española de la provincia de Guadalajara, en la comunidad autónoma de Castilla-La Mancha. El término municipal tiene una población de 31 habitantes (INE 2024).

## Historia
A mediados del siglo XIX, el lugar contaba con una población censada de 372 habitantes. La localidad aparece descrita en el undécimo volumen del Diccionario geográfico-estadístico-histórico de España y sus posesiones de Ultramar de Pascual Madoz de la siguiente manera:

MANTIEL: v. con ayunt. en la prov. de Guadalajara (8 leg.), part. jud. de Cifuentes (4), aud. terr. de Madrid (16), c. g. de Castilla la Nueva, dióc. de Cuenca (14): sit. en el descenso de un cerro que le resguarda de los vientos del S., y combatida libremente por los demas: su clima es frio y las enfermedades mas comunes, afecciones del pecho; tiene 100 casas, la consistorial con granero para el pósito, cuyo fondo consiste en 55 fan. de trigo; escuela de instruccion primaria frecuentada por 25 alumnos de ambos sexos, á cargo de un maestro á la vez sacristan, dotado con 1,100 rs.; dos fuentes de buenas aguas, que proveen al vecindario para beber y demas usos domésticos; una igl. parr. (Ntra. Sra. del Consuelo) aneja de la de Chillaron, servida por un teniente de nombramiento del cura de la matriz; hay un cementerio bien ventilado y en posesion que no ofende á la salud pública. térm. confina N. Cereceda y Gualda, sirviendo de linea divisoria con el último, el r. Tajo; E. también Cereceda; S. Alique y Chillaron, y O. Duron; dentro de esta circunferencia, se encuentra una ermita (San Roque), y varios manantiales de finas aguas: el terreno quebrado en su mayor parte con algunos valles, es pedregoso, flojo, de poca miga y de secano, á escepcion de una pequeña vega regada con un arroyuelo de curso perenne, que en direccion de E. á O. marcha á desaguar en el Tajo; hay dos montes de encina y chaparro. caminos, los que dirigen á los pueblos limítrofes, todos de herradura y en mediano estado. correo: se recibe y despacha en la estafeta de Budia, por un cartero que pagan varios pueblos. prod.: trigo, cebada, aceite, vino, judias, patatas, verduras, cerezas, nueces, leñas de combustible, y yerbas de pasto, con las que se mantiene ganado lanar, cabrio, vacuno, mular y asnal; hay caza de perdices, conejos, algunas liebres, venados y corzos, y animales dañinos como lobos y zorros; pesca de anguilas, truchas, barbos y lobinas. ind.: la agrícola, dos molinos uno harinero y otro aceitero, y la arrieria á la que se dedican algunos vecinos. comercio: esportacion de frutos sobrantes é importacion de los art. de consumo que faltan: varios de los arrieros de la pobl., y otros vecinos se ocupan en el tráfico de suela y pescados. pobl.: 90 vec., 372 alm. cap. prod.: 1.315,558 rs. imp.: 118,400. contr.: 7,146. presupuesto municipal: 1,800 rs., se cubre con los productos de las fincas de propios, consistentes en ios molinos de que se ha hecho mérito; en caso de déficit, se procede á reparto vecinal.
(Madoz, 1848, pp. 191-192)

## Demografía
Mantiel cuenta con una población de 31 habitantes (INE 2024).
| Gráfica de evolución demográfica de Mantiel entre 1842 y 2021                                                       |
| |
| Población de derecho según los censos de población del INE Población de hecho según los censos de población del INE |

| 69            | 74 | 94 | 79 | 53 | 49 |
| (Fuente: INE) |    |    |    |    |    |

## Patrimonio

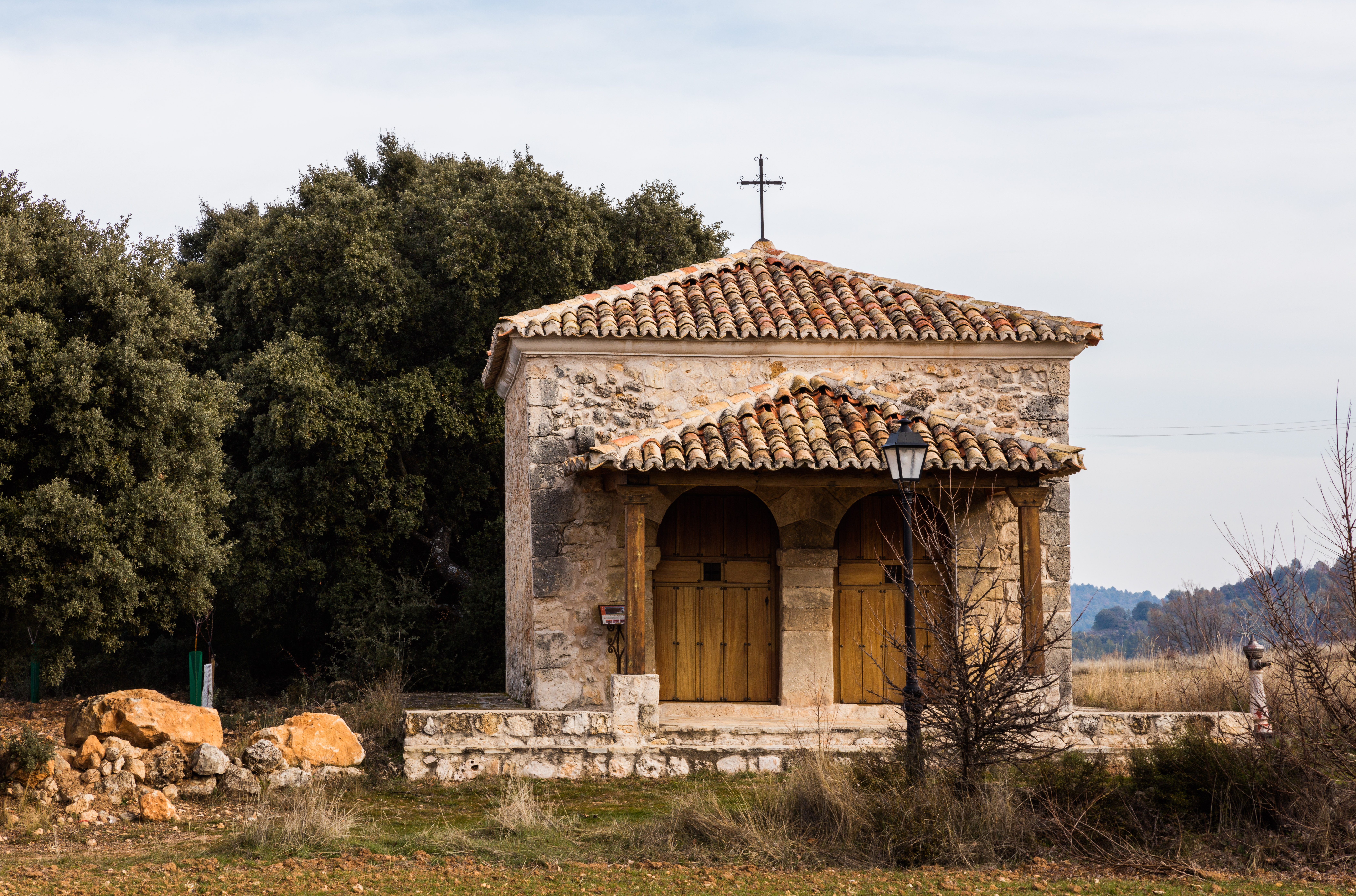
Ermita de San Roque

La iglesia de la localidad está dedicada a Nuestra Señora del Consuelo. En el municipio se encuentra la ermita de San Roque.

## Fiestas patronales
Las fiestas patronales son el 13 de junio. San Antonio.